# 酒税法
酒税法（しゅぜいほう）は、酒税の賦課徴収、酒類の製造及び販売業免許等について定めた日本の法律。法令番号は昭和28年法律第6号、1940年に制定された旧酒税法（昭和15年法律第35号）を全部改正する形で制定され、1953年（昭和28年）2月28日に公布された。
アルコール分1度（容量パーセント濃度で1パーセント）以上の飲料が「酒類」として定義される。アルコール分90度以上で産業用に使用するアルコールについてはアルコール事業法（平成12年法律第36号）で扱われる。

## 所管官庁
- 財務省主税局税制第二課 - 制度の企画・立案
- 国税庁課税部酒税課[1] - 課税実務を担当

アルコール事業法を所管する経済産業省製造産業局素材産業課、薬機法を所管する厚生労働省医薬局総務課と連携して執行にあたる。

## 構成
- 第1章 — 総則（第1条 - 第6条の4）
- 第2章 — 酒類の製造免許および酒類の販売業免許等（第7条 - 第21条）
- 第3章 — 課税標準および税率（第22条）
- 第4章 — 免税および税額控除等（第23条 - 第30条）
- 第5章 — 申告および納付等（第30条の2 - 第30条の6）
- 第6章 — 納税の担保（第31条 - 第36条）
- 第7章 — 削除（第37条 - 第39条）
- 第8章 — 雑則（第40条 - 第53条の2）
- 第9章 — 罰則（第54条 - 第62条）

## 税率政策
かつては日本古来の焼酎を「大衆酒」と位置付けて低税率とするいっぽう、ウイスキー、ブランデーなどの洋酒は「高級酒」とされて高税率であった。これについて、洋酒生産国から『非関税障壁である』との批判を受けて、2008年（平成20年）に税率が改正され、焼酎とウイスキー、ブランデー、スピリッツはアルコール度数37度以上の場合、等しい税額を賦課されている。
またかつては日本酒は品評会により、特級・一級・二級の区分がなされ、高等級の酒ほど高税率を賦課されていた。しかし、日本酒級別制度は生産者の申請によるものであり、等級審査を経なければ「二級酒」として扱われた。そのため、特級や一級に相当する品質の酒について、あえて審査を申請せず、無審査二級酒として販売する業者が増加した。こうしたこともあって、1992年4月に日本酒級別制度は廃止され、一律の税率が賦課されるようになっている。
2017年（平成29年）現在では、ビールに対する高税率を回避するために開発された、発泡酒や「第三のビール」の税率が引き上げられる傾向にある。2018年（平成30年）の税制改正により、2020年（令和2年）から2026年（令和8年）にかけ、段階的にビールの税率を引き下げ、発泡酒や第三のビールについては税率を引き上げすることで、ビール類の税率を統一させることが決まっている。

## 定義
酒税法第3条では17種類に分類されている。税率はアルコール度数だけではなく、原料の割合や製造法が加味されている。また醸造免許も分類ごとに法定製造数量が異なる。
日本酒については、特定名称酒制度など詳細な規定が存在するが、ウイスキーやワインなど、元来日本になかった酒類については大まかな規定しかない。また、スコッチ・ウイスキーやフランスワインのような原産地の保護に関する規定がなく、原酒が輸入品でも日本で瓶詰め・ブレンドを行えば『国産』と表記できるため、輸入されたブドウや濃縮果汁を使用した『国産ワイン』が出回っていた。2018年（平成30年）から『日本ワイン』の定義は厳格化されたが、ウイスキーに関しては、輸入したバルクウイスキーを日本で瓶詰めしただけで『ジャパニーズ・ウイスキー』を名乗れる状態である。
またビールは、当初富裕層が飲むものとされたため税率が高かったが、冷蔵庫の普及や生活水準の向上などにより庶民にも広まった。しかし、その後も高い税率が維持されたため、酒造メーカーでは日本のビールの定義を利用し、発泡酒や第三のビールなどの『節税ビール』を発売した。またエキス分の割合によってリキュール（2 %以上）とスピリッツ（2 %以下）に分かれるためこれを利用した第四のビールも出現している。特にリキュールの定義が広いため、2000年代初頭の日本で発売されているリキュールにはEU諸国の基準を満たすものが7種だけしかないとする文献もある。チューハイはアルコール度数を10度未満（発泡性の場合）とすることで税を最小限に抑えている。このような企業の動きに対して税収を確保するため複数回の法改正がなされたことで、酒の定義は更に細かくなり、酒税負担が重くなるなどの税制上の歪みも発生している。
ただし、アルコール事業法の適用を受けるものや医薬品、医療機器等の品質、有効性及び安全性の確保等に関する法律（薬機法）の規定により製造・輸入・販売の許可を受けたアルコール含有医薬品・医薬部外品などは酒税法上の酒類から除かれる。

## 酒類製造の制限
日本において酒類製造免許がない状態でのアルコール分を1％以上含む酒類の製造は、酒税法により原則禁止されている。これに違反し、製造した者は酒税法第54条により10年以下の懲役又は100万円以下の罰金が科せられる。かつては家庭においてリキュールを作ることさえ不可能で厳格な法律であったが、一部については規制緩和が行われた。

### 規制緩和
1961年（昭和36年）、当時の石橋内閣のもとで広報参与を務めていた読売新聞出身の石田穣が、日本経済新聞紙上に梅酒に関連した随筆を寄稿したことから、酒税法をめぐる騒動が発生する。石田の随筆の内容は、当時の酒税法に違反する内容であったためである。それまでも一般家庭では、梅酒やリキュールなどの自家製造は広く行われていたが、結局この失言騒動めいた経緯が決め手となり、翌1962年（昭和37年）に正式に法改正が行われ、家庭で梅酒などリキュールを作ることが可能となった。
ただし、漬け込むアルコールの度数は20度以上とするなど条件は厳しく、著しく例外規定的なものであった。一例として、2007年（平成19年）6月14日、テレビ番組『きょうの料理』（日本放送協会）の「特集★わが家に伝わる漬け物・保存食～梅酒～」にて、みりんを使った梅酒のつくり方を放送したが、そのレシピに従い、個人が梅酒を作ると違法となることが判明し、後日、謝罪放送がされるという事態が発生した。
既存の小売業者を保護し、酒税の安定した賦課徴収を図るために、新規参入者に対しては、酒税法に基づく厳格な制限が課されていた。しかし1998年（平成10年）3月に第2次橋本改造内閣で閣議決定された、規制緩和推進3カ年計画に基づき、2001年（平成13年）1月に距離基準（既存の販売場から一定距離を保つ規制）が廃止され、2003年（平成15年）9月には人口基準（一定人口ごとに酒類販売業免許を付与する規制）が廃止された。これにより、酒類の販売が事実上「自由化」されたものの、租税徴収と脱税防止のため、酒の販売に当たり『酒類販売業免許』が必要であることに変わりはない。
なお酒類販売の「自由化」と同時に、既存業者を保護することを目的とした議員立法（酒類小売業者の経営の改善等に関する緊急措置法）が制定され、かえって規制が強化された地域（特別調整区域）が存在するようになった。同法は2年間の時限立法であったため、2005年（平成17年）8月31日に失効しているが、失効前の改正によって規制強化は2006年（平成18年）8月31日まで存続した。

### 注意点
酒税法上、酒類製造免許がない者が、梅酒やサングリアなどの混成酒を造る場合、アルコール度数20度以上の酒を使用することが、酒税法により定められている。そのため通常、レシピのサングリアはワインが20度もアルコール度数がないため、酒税法違反となる。また店舗で提供する場合は、税務署への届け出と20度以上の蒸留酒を用いることが酒税法により定められている。サングリアを提供する店舗をハイパーリンクして紹介するウェブサイトがあるが、注意が必要である。どうしても作りたい場合は、酒税法43条10項の「消費の直前において酒類と他の物品（酒類を含む）との混和をする場合で政令で定めるときについては、適用しない」より、飲む直前に混ぜることになる。
市販の酒類を蒸留しエタノールを抽出する行為も酒類の製造と見なされ、中学校の理科など基礎科学実験で多いみりんやワインを蒸留する実験には、飲料に使えないように添加物を加えたりアルコール事業法の制限（90度）に抵触しないように配慮しなければ違法となる。しかし、国税庁は教育現場では「工業用アルコール」を使用しているとの建前で監査なども行わず、放置状態である。

## 酒税法上の分類

### 2006年改正
法律改正により2006年（平成18年）5月より分類・品目が変更され、一部の定義なども変更されている。
| 分類       | 品目               | 酒税法の定義 | 備考                                           |
| ---------- | ------------------ | ------------ | ---------------------------------------------- |
| 発泡性酒類 | ビール             | 第3条第12号  |                                                |
| 発泡性酒類 | 発泡酒             | 第3条第18号  |                                                |
| 発泡性酒類 | その他の発泡性酒類 |              | アルコールが10度未満で発泡性を有するもの。     |
| 醸造酒類   | 清酒               | 第3条第7号   | 清酒                                           |
| 醸造酒類   | 果実酒             | 第3条第13号  | ワインなど                                     |
| 醸造酒類   | その他の醸造酒     | 第3条第19号  | どぶろく・黄酒・蜂蜜酒など                     |
| 蒸留酒類   | 連続式蒸留焼酎     | 第3条第9号   | 焼酎甲類                                       |
| 蒸留酒類   | 単式蒸留焼酎       | 第3条第10号  | 焼酎乙類                                       |
| 蒸留酒類   | ウイスキー         | 第3条第15号  |                                                |
| 蒸留酒類   | ブランデー         | 第3条第16号  |                                                |
| 蒸留酒類   | 原料用アルコール   | 第3条第17号  |                                                |
| 蒸留酒類   | スピリッツ         | 第3条第20号  |                                                |
| 混成酒類   | 合成清酒           | 第3条第8号   |                                                |
| 混成酒類   | みりん             | 第3条第11号  |                                                |
| 混成酒類   | 甘味果実酒         | 第3条第14号  |                                                |
| 混成酒類   | リキュール         | 第3条第21号  |                                                |
| 混成酒類   | 粉末酒             | 第3条第22号  |                                                |
| 混成酒類   | 雑酒               | 第3条第23号  | その他の混成酒、みりん類似、灰持酒・百歳酒など |

### 2006年改正前の定義
清酒
米、水及び清酒かす、米こうじその他政令で定める物品を原料として発酵させて、こしたもの
合成清酒
アルコール、しようちゆう、清酒、ぶどう糖等を原料として製造した酒類で、その香味、色沢等が清酒に類似するもの
しようちゆう（焼酎）
しようちゆう甲類（ホワイトリカー（1））
アルコール含有物を連続式蒸留機で蒸留したもので、アルコール分36度未満のもの
しようちゆう乙類（ホワイトリカー（2））
アルコール含有物を蒸留した酒類で、アルコール分45度以下のもの（しようちゆう甲類以外のしようちゆう）

みりん
米、米こうじにしようちゆう又はアルコールを加えて、こしたもの
ビール
麦芽、ホップ及び水を原料として発酵させたもの
果実酒類
果実酒
果実又は果実及び水を原料として発酵させたもの（ワインなど）
甘味果実酒
果実酒に糖類、ブランデー等を混和したもの（果実酒以外の果実酒類、シェリー酒、ポートワインなど）

ウイスキー類
ウイスキー
発芽させた穀類、水を原料として糖化させて、発酵させたアルコール含有物を蒸留したもの
ブランデー
果実、水を原料として発酵させたアルコール含有物を蒸留したもの（ウイスキー以外のウイスキー類）

スピリッツ類
スピリッツ
清酒からウイスキー類までのいずれにも該当しない酒類でエキス分が2度未満のもの（原料用アルコール以外のスピリッツ類、ウォッカ・ジンなど）
原料用アルコール
アルコール含有物を蒸留したものでアルコール分45度を超えるもの

リキュール類
酒類と糖類等を原料としたものでエキス分が2度以上のもの
雑酒
発泡酒
麦芽を原料の一部とした酒類で発泡性を有するもの
粉末酒
溶解してアルコール分1度以上の飲料とすることができる粉末状のもの
その他の雑酒
清酒から粉末酒までのいずれにも該当しない酒類
その他の雑酒（1）
清酒から粉末酒までのいずれにも該当しない酒類の内、みりんに性質が類似するもの（灰持酒等）
その他の雑酒（2）
その他の雑酒の内、その他の雑酒（1）に該当しない酒類（黄酒、蜂蜜酒、等）